# البنك العربي (سورية)
البنك العربي - سورية هو فرع من مجموعة البنك العربي العالمية، افتتح قي دمشق عام 2005، وهو بنك سوري أهلي .

## تاريخها
- تعتبر مجموعة البنك العربي واحدة من أكبر المؤسسات المالية في العالم وأعرقها، إذ تأسست المجموعة منذ عام 1930 وتوسعت تدريجياً لتمتلك اليوم شبكة تزيد عن 400 فرع تتركز في 30 دولة حول العالم.
- تأسس البنك العربي – سورية في أوائل عام 2005 عن طريق مساهمة البنك العربي الأم ومجموعة من نخبة رجال الأعمال السوريين .
- تم إطلاق البنك العربي – سورية كشركة سورية مساهمة مغفلة في لتعزيز وتأكيد إنجازات مجموعة البنك العربي ودورها الهام في المنطقة العربية وللعب دور رئيسي وحيوي في تطوير الاقتصاد والمجتمع السوري.

## أهداف البنك
كأحد من المؤسسات المصرفية المالية الرائدة في العالم فإن من أهداف البنك تقديم أرقى الخدمات المصرفية ووضع خبرة البنك العربي بين أيدي السوريين بالإضافة إلى طرح منتجات مصرفية بمعايير عالمية لتحقيق طموحات عملائه دائما.
لقد وضع البنك العربي – سورية بصمة متميزة في السوق السورية فكان البنك السوري الأول الذي أطلق بطاقة ماستركارد العالمية بنوعيها المحلية والدولية.

## جوائز
حصل البنك على المرتبة الأولى بين البنوك السورية لعام 2007 من حيث جودة الخدمات التي يقدمها من خلال مجموعة استبيانات كانت آخرها الاستبيان الذي قامت به مجموعة آلان غروب.
يعمل البنك على أن يكون متواجداً على مساحة الخارطة السورية ليكون الأقرب إلى عملائه ولتسهيل عملياتهم وفروعه الآن تنتشر في:
- دمشق.
- حلب.
- حمص.
- طرطوس.
- اللاذقية.
- حماه.
- درعا.
- جبله.

## خدمات البنك
يقدم البنك العربي – سورية الخدمات التالية
خدمات الأفراد
- حسابات الودائع (جاري – توفير – لأجل).
- الحوالات (عبر شبكة واسعة من البنوك المراسلة تضمن تنفيذ عمليات التحويل بدقة، بسرعة وأمان).
- القروض والتمويل (القرض الشخصي – قرض السيارات – القرض السكني).
- صناديق الأمانات (التي تحافظ على الأشياء الثمينة والمقتنيات الشخصية الهامة).

خدمات الشركات
- حسابات الودائع (جاري – توفير – لأجل).
- الحوالات (عبر شبكة واسعة من البنوك المراسلة تضمن تنفيذ عمليات التحويل بدقة، بسرعة وأمان).
- القروض والتمويل (خيارات متنوعة لتمويل النشاطات التجارية والصناعية).
- الخدمات التجارية (الاعتمادات المستندية – الكفالات – البوالص والتحصيل).
- توطين الرواتب (تحويل رواتب الموظفين إلى البنك ضمن مزايا متنوعة).

خدمات الخزينة
- (وتشمل عمليات بيع وشراء العملات وخدمات البورصة والأسواق المالية).

الخدمات الإلكترونية
- البطاقات (مايسترو العالمية – ماستركارد العالمية / محلية + دولية).
- عربي نت - الخدمة المصرفية عبر الإنترنت (خيارات متنوعة لتتحكم بحسابك عبر موقع البنك على الإنترنت).
- البنك الناطق (خيارات متعددة لتتحكم بحسابك عبر الهاتف والحصول على معلومات عامة.
- هلا عربي - الخدمة المصرفية عبر الرسائل القصيرة (تواصل دائم مع البنك وتحكم بحسابك عبر هاتفك الجوال).
- خدمة الدفع من خلال الهاتف الجوال من شخص لآخر دون ضرورة أن يكون المتلقي صاحب حساب في البنك

## البنك العربي - سورية في سطور
- الاسم: البنك العربي – سورية ش.م.م
- الرمز على شبكة السويفت : ARBXSYDA
- المجموعة الأم : مجموعة البنك العربي – مساهمة بنسبة 49 % من رأس المال
- الصفة : شركة مساهمة مغفلة وفق القانون رقم 28 لعام 2001
- الترخيص : قرار رئيس مجلس الوزراء السوري رقم /34/ تاريخ 22/9/2004
- السجل التجاري : 14279 دمشق – 24/ آذار /2005
- رقم التسجيل في سجل المصارف : / 11/
- مكان وتاريخ الافتتاح الرسمي : الجمهورية العربية السورية 2/ كانون الثاني 2006
- رأس المال المكتتب به : /5000000000/ فقط خمسة مليارات ليرة سورية ما يعادل / 100000000/ فقط مئة مليون دولار أمريكي
- عدد الأسهم : 10000000 عشرة ملايين سهم
- القيمة الاسمية للسهم : /500/ فقط خمسمائة ليرة سورية
- نسبة تغطية المؤسسين من رأس المال : 77.67 %
- المفتش الخارجي : شركة ديلويت آند توتش العالمية
- رئيس مجلس الإدارة: خالد الوزني
- نائب رئيس مجلس الإدارة: محمد عبد السلام هيكل
- المدير العام: محمد الحسن
- المؤسسون:

1. البنك العربي بنسبة 53% من رأس المال [1]
2. المؤسسون السوريون : 24,67 % من رأس المال.
3. اكتتاب عام : 22,33 % من رأس المال.

- الفروع

1. الإدارة العامة/	دمشق – أبو رمانة – المهدي بن بركة.
2. فرع أبو رمانة/	دمشق – أبو رمانة – المهدي بن بركة.
3. فرع القصاع/	دمشق – القصاع – ساحة برج الروس.
4. فرع الحريقة/	دمشق – الحريقة - شارع أبي عبيدة بن الراح – بناء القوتلي.
5. فرع المزة/	دمشق - اتوستراد المزة.
6. فرع مخيم اليرموك/ دمشق.
7. فرع حلب	 / حلب – الجميلية – جانب القنصلية الإيطالية.
8. فرع حمص	 / حمص - شارع أبي العلاء المعري – مقابل سينما حمص.
9. فرع طرطوس/	طرطوس - شارع الثورة – المشبكة.
10. فرع اللاذقية/	اللاذقية - شارع بغداد – بناء نقابة المهندسين.
11. فرع درعا/	درعا - شارع القوتلي – بناء قداح.
12. فرع جبله/.
13. فرع حماه	/			قريبا.